# Abobra cienkolistna
Abobra cienkolistna (Abobra tenuifolia) – gatunek byliny z monotypowego rodzaju Abobra Naudin, 1862 z rodziny dyniowatych. Występuje w stanie dzikim w tropikalnej Ameryce Południowej. W Europie Środkowej uprawiana jako roślina ozdobna.

## Morfologia
PokrójRoślina dwupienna, pnąca, z łodygą do 8 m długości.
LiścieDuże, dłoniastodzielne. Wąsy liściowe pojedyncze lub dwudzielne.
KwiatyZielonawobiałe, wonne. Żeńskie pojedynczo w kątach liści, męskie w gronach.
OwocKarmazynowa jagoda o długości 1 cm. W warunkach polskich owoce nie dojrzewają.
KorzeńBulwiasty.

## Systematyka
W obrębie rodziny dyniowatych takson należy do podrodziny Cucurbitoideae i plemienia Cucurbiteae.

## Zastosowanie
- Roślina ozdobna
  - Sposób uprawy: w szklarniach, latem także w gruncie. Korzeń powinien być wykopywany z gruntu na zimę i przechowywany.